# نیکلاس کوستو
نیکلاس کوستو (انگلیسی: Nicolas Coustou; ۹ ژانویهٔ ۱۶۵۸ – ۱ مهٔ ۱۷۳۳) مجسمه‌ساز اهل فرانسه بود.
همچنین برندهٔ جوایزی همچون جایزه بزرگ رم شده‌است.